# Micul meu ponei (film din 2017)
Micul meu ponei (în engleză My Little Pony: The Movie) este un film de animație fantastic-animat, bazat pe seria Micul meu ponei: Prietenia este magică, care a fost dezvoltat ca parte a relansării din 2010 a francizei Micul meu ponei de către Hasbro. Filmul a fost regizat de Jayson Thiessen și bazat pe o poveste și un scenariu co-scris de Meghan McCarthy. Filmul a fost produs de Allspark Pictures și de DHX Media, folosind animația tradițională creată cu Toon Boom Harmony.

## Distribuție
- Tara Strong - Princess Twilight Sparkle
- Ashleigh Ball - Rainbow Dash și Applejack
- Andrea Libman - Pinkie Pie și Fluttershy,
- Tabitha St. Germain - Rarity
- Cathy Weseluck - Spike the Dragon
- Emily Blunt - Tempest Shadow
- Michael Peña - Grubber
- Liev Schreiber
- Taye Diggs - Capper
- Zoe Saldana - Căpitanul Celaeno
- Kristin Chenoweth - Prințesa Skystar
- Uzo Aduba - Regina Novo
- Sia - Songbird Serenade